# Ribe Stift
Ribe Stift er et stift, der omfatter en lang række sogne helt fra Thyborøn i nord til grænsen mod Tyskland i syd. Flere berømte digtere og salmedigtere har gennem tiderne bestredet embedet som biskop i Ribe, således Hans Tausen og Hans Adolph Brorson. Den nuværende biskop er Elof Westergaard.
For liste over biskopper, se Ribes bisperække.

## Nuværende provstier
Ribe Stift omfatter flg. provstier:
- Ribe Domprovsti
- Malt Provsti
- Varde Provsti
- Skads Provsti
- Skjern Provsti
- Grene Provsti
- Ringkøbing Provsti
- Tønder Provsti

## Tidligere provstier
Provstier, der blev nedlagt i 2007:
- Brande-Grene Provsti
- Tørninglen Provsti

## Ændrede stiftsgrænser i 1922
Tidligere omfattede Ribe stift også hele Ringkøbing amt. I 1922 blev den nordlige og vestlige del af amtet afstået til Viborg Stift.
Dette svarer stort set til de nuværende provstier:
- Herning Nordre Provsti
- Herning Søndre Provsti
- Holstebro Provsti
- Ikast-Brande Provsti
- Lemvig Provsti
- Struer Provsti

Til gengæld blev Ribe Stift udvidet med Tønder og Tørninglen provstier.

## Stiftamtmænd
- 1658-1674 Hans Schack
- 1674-1683 Otto Didrik Schack
- 1683-1697 Frans Eberhard von Speckhan
- 1697-1711 Hans Schack
- 1711-1726 Henrik Ernst von Kalnein (1657-1726)
- 1726-1748 Christian Carl Gabel (1679-1748) [1]
- 1748-1750 Holger Skeel (1699-1764)
- 1750-1754 Frederik Oertz
- 1750-1760 Georg Frederik von Holstein
- 1760-1768 Hans Schack (1735-1796) [2]
- 1768-1781 Theodosius von Levetzau (1742-1817) [3]
- 1781-1790 Christian Urne (1749-1821) [4]
- 1791-1796 Carl Frederik Hellfried
- 1796-1810 Werner Jasper Andreas Moltke (1755-1835) [5][6] [7]
- 1811-1822 Hans Koefoed (suspenderet 1821)
- 1822-1828 Johan Carl Thuerecht Castenschiold (1787-1844) [8]
- 1828-1852 Marius Sabinus Wilhelm Sponneck (1787-1874) [9] [10]
- 1852-1855 Hans Helmuth Lüttichau (1794-1869) [11]
- 1855-1884 Henrik Christian Nielsen (1805-1885) [12]
- 1884-1892 Hannes Finsen (1828-1892) [13]
- 1892-1899 Johan Henrik Ahnfeldt (-1905) [14][15]
- 1899-1921 Gustav Stemann (1845-1929) [16]
- 1921-1937 Peter Herschend (1881-1963) [17]
- 1937-1959 Ulrik Christian Friis (1890-1959) [18]
- 1959-1977 Ebbe Morten Edelberg (1909-1977) [19]

## Ekstern henvisning
- http://www.ribestift.dk/